# AFC Challenge League (2024/2025)/Faza pucharowa
Faza pucharowa rozgrywek AFC Challenge League 2024/2025 rozpoczęła się 5 marca 2025 i została zakończona meczem finałowym, który odbył się 10 maja 2025.

## Terminarz
Wszystkie losowania miały miejsce w siedzibie AFC w Kuala Lumpur, w Malezji.
| Runda       | Data pierwszego meczu | Data drugiego meczu |
| ----------- | --------------------- | ------------------- |
| Ćwierćfinał | 5-6 marca 2025        | 12-13 marca 2025    |
| Półfinał    | 9-10 kwietnia 2025    | 16-17 kwietnia 2025 |
| Finał       | 10 maja 2025          | 10 maja 2025        |

## Zakwalifikowane drużyny
Do startu w fazie pucharowej uprawnionych było 8 drużyn:
- 5 zwycięzców fazy grupowej AFC Challenge League,
- 2 drużyny, które zajęły 2. miejsca w lidze wschodniej fazy grupowej AFC Challenge League,
- 1 najlepsza drużyna, z tych, które zajęły 2. miejsca w lidze zachodniej fazy grupowej AFC Challenge League.

Do dalszych etapów turnieju przechodzili zwycięzcy poszczególnych dwumeczów.
Losowanie par 1/8 finału odbyło się 12 grudnia 2024 roku. W miarę możliwości zwycięzcy poszczególnych grup w fazie grupowej Ligi Mistrzów zostali rozlosowani przeciwko zespołom, które zajęły 2. miejsca w fazie grupowej Ligi Mistrzów.
| Grupa           | Zwycięzcy grup   | Drugie drużyny grup |
| Grupa zachodnia | Grupa zachodnia  | Grupa zachodnia     |
| --------------- | ---------------- | ------------------- |
| A               | East Bengal FC   |                     |
| B               | FK Arkadag       | Al-Arabi Kuwejt     |
| C               | Al-Seeb Club     |                     |
| Grupa wschodnia |                  |                     |
| D               | Shan United FC   | Taiwan Steel        |
| E               | Madura United FC | Svay Rieng FC       |

## Ćwierćfinały
Pierwsze mecze zostały rozegrane 5 i 6 marca 2025 roku, a rewanże 12 i 13 marca 2025 roku.
| Drużyna 1                            | Wynik dwumeczu | Drużyna 2        | Pierwszy mecz | Drugi mecz |
| ------------------------------------ | -------------- | ---------------- | ------------- | ---------- |
| Al-Arabi Kuwejt                      | 3:2            | Al-Seeb Club     | 1:0           | 2:2        |
| East Bengal FC                       | 1:3            | FK Arkadag       | 0:1           | 1:2        |
| Svay Rieng FC                        | 7:4            | Shan United FC   | 6:2           | 1:2        |
| Taiwan Steel                         | 0:3            | Madura United FC | 0:0           | 0:3        |
| Po lewej gospodarz pierwszego meczu. |                |                  |               |            |

### Pierwsze mecze
| 5 marca 2025 14:30 CET | East Bengal FC | 0:1(0:1)Raport | FK Arkadag · 10' Gurbanov | Salt Lake Stadium, Kalkuta Widzów: 25 497 Sędzia: Mohammed Al-Shammari |
|                        |                |                |                           |                                                                        |

| 5 marca 2025 19:30 CET | Al-Arabi Kuwejt · Al Salama 90+1' | 1:0Raport | Al-Seeb Club | Sulaibikhat Stadium, Kuwejt Widzów: 4 327 Sędzia: Sultan Mohamed Yousif |
|                        |                                   |           |              |                                                                         |

| 6 marca 2025 12:00 CET | Taiwan Steel | 0:0(0:0)Raport | Madura United FC | Kaohsiung Nanzih Football Stadium, Kaohsiung Sędzia: Choi Hyun-Jae |
|                        |              |                |                  |                                                                    |

| 6 marca 2025 13:00 CET | Svay Rieng FC · Cristian 17', 31', 59' · Fujii 54' · Min 64' (sam.) · Ratanak 76' | 6:2(2:1)Raport | Shan United FC · 38' Krya · 88' Rintaro | Morodok Techo National Stadium, Phnom Penh Widzów: 15 778 Sędzia: Hiroki Kasahara |
|                        |                                                                                   |                |                                         |                                                                                   |

### Rewanże
| 12 marca 2025 11:30 CET | FK Arkadag · Annadurdyýew 89', 90+8' | 2:1(0:1)Raport | East Bengal FC · 1' Messi Bouli | Arkadag Stadiony, Arkadag Widzów: 10 000 Sędzia: Ahmad Alaeddin |
|                         |                                      |                |                                 |                                                                 |

| 12 marca 2025 19:00 CET | Al-Seeb Club · Al-Mushaifri 41' · Kamara 89' | 2:2 dogr.(1:1, 2:1, 2:2)Raport | Al-Arabi Kuwejt · 23' Ashkanani · 102' Bouchar | Stadion As-Sib, As-Sib Widzów: 4 387 Sędzia: Thoriq Alkatiri |
|                         |                                              |                                |                                                |                                                              |

| 12 marca 2025 19:00 CET | Shan United FC · Hein 1' · Aung 26' | 2:1(2:0)Raport | Svay Rieng FC · 56' Moresche | Thuwunna Stadium, Rangun Widzów: 550 Sędzia: Amir Arab Baraghi |
|                         |                                     |                |                              |                                                                |

| 12 marca 2025 19:00 CET | Madura United FC · Júnior 38' · Lulinha 59' · Ezzejjari 84' | 3:0(1:0)Raport | Taiwan Steel | Stadion Gelora Joko Samudro, Gresik Widzów: 1 379 Sędzia: Zaid Thamer Mohammed |
|                         |                                                             |                |              |                                                                                |

## Półfinały
Pierwsze mecze zostały rozegrane 5 i 6 marca 2025 roku, a rewanże 12 i 13 marca 2025 roku.
| Drużyna 1                            | Wynik dwumeczu | Drużyna 2        | Pierwszy mecz | Drugi mecz |
| ------------------------------------ | -------------- | ---------------- | ------------- | ---------- |
| Al-Arabi Kuwejt                      | 2:3            | FK Arkadag       | 2:0           | 0:3        |
| Svay Rieng FC                        | 6:3            | Madura United FC | 3:0           | 3:3        |
| Po lewej gospodarz pierwszego meczu. |                |                  |               |            |

### Pierwsze mecze
| 9 kwietnia 2025 18:00 CEST | Al-Arabi Kuwejt · John 71' · Al-Awadhi 90+4' | 2:0(0:0)Raport | FK Arkadag | Sulaibikhat Stadium, Kuwejt Widzów: 2 673 Sędzia: Choi Hyun-jae |
|                            |                                              |                |            |                                                                 |

| 10 kwietnia 2025 14:00 CEST | Svay Rieng FC · Caetano 4' · Bounkong 6' · Ratanak 90' | 3:0(2:0)Raport | Madura United FC | Morodok Techo National Stadium, Phnom Penh Widzów: 10 765 Sędzia: Asker Nadjafaliev |
|                             |                                                        |                |                  |                                                                                     |

### Rewanże
| 16 kwietnia 2025 12:30 CEST | FK Arkadag · Tirkişow 7', 90+4' · Annadurdyýew 58' | 3:0(0:0)Raport | Al-Arabi Kuwejt | Arkadag Stadiony, Arkadag Widzów: 10 000 Sędzia: Hiroki Kasahara |
|                             |                                                    |                |                 |                                                                  |

| 17 kwietnia 2025 10:30 CEST | Madura United FC · Monteiro 27' · Irfan 58' · Dara 76' (sam.) | 3:3(2:0)Raport | Svay Rieng FC · 5' Silva · 28' Bounkong · 56' Ratanak | Morodok Techo National Stadium, Phnom Penh Widzów: 829 Sędzia: Ahmed Issa |
|                             |                                                               |                |                                                       |                                                                           |

## Finał
| 10 maja 2025 14:00 CEST | Svay Rieng FC | 1:2 | FK Arkadag | Morodok Techo National Stadium, Phnom Penh (Kambodża) |
|                         |               |     |            |                                                       |